# Trận hình ô vuông

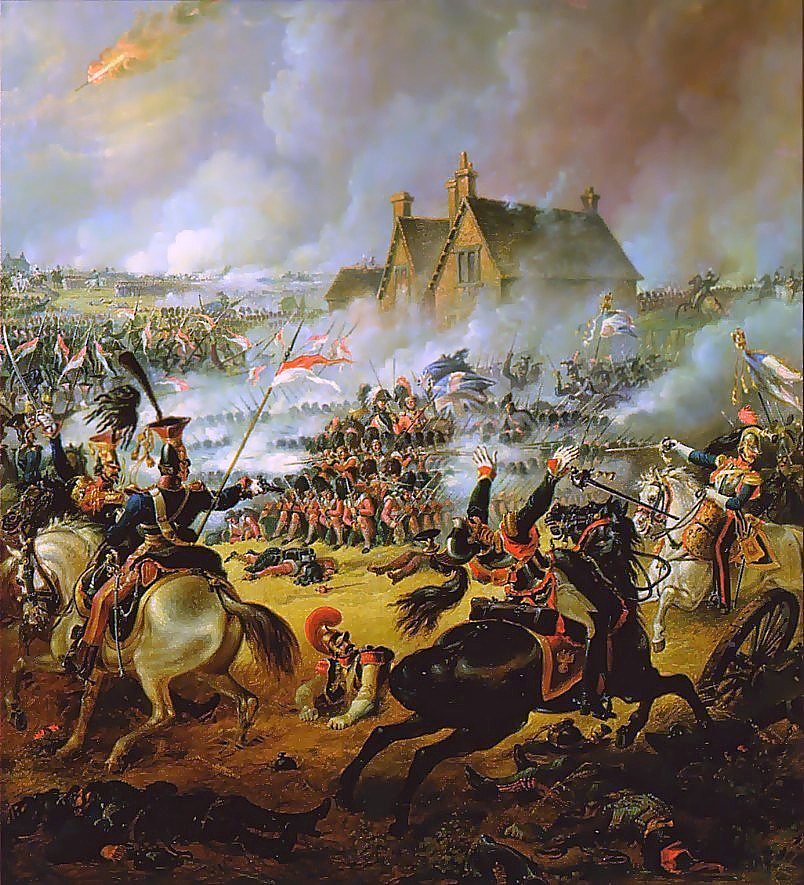
Bộ binh Anh sử dụng trận hình ô vuông trong trận Waterloo (1815)

Trong quân sự, trận hình ô vuông là một trận hình mà trong đó, binh sĩ sẽ dàn trận thành hình ô vuông, mỗi phía có số quân bằng nhau để cân bằng sức tấn công. Mỗi "ô vuông" như thế thường có khoảng ít nhất là 100 - 200 quân, có thể nhiều hơn hoặc vô hạn số lính, miễn sao là bốn cạnh của trận hình phải có số lính bằng nhau.
Bên trong trận hình sẽ có một vài lính dự bị để thay thế cho số quân bị mất, hoặc có thể là yểm trợ từ bên trong. Mỗi trận hình như thế thường có ít nhất 2 sĩ quan chỉ huy, đôi khi còn có sử dụng đại bác để chiến đấu.
Trong lịch sử quân sự, trận hình ô vuông này chuyên dùng để khắc chế kỵ binh. Nó có hiệu quả hơn việc tấn công trực tiếp, và có thể tấn công lâu dài cho đến khi quân địch kiệt sức. Trận Waterloo năm 1815 đã chứng minh sự hiệu quả của nó khi bộ binh Anh dùng trận pháp này để kháng cự trước sự tấn công ồ ạt của kỵ binh Pháp.
Tuy vậy, nó có một nhược điểm khá lớn. Đó là khi trận hình bị rối loạn, sẽ rất khó để dàn lại trận khi địch đang tấn công, khi đó, địch có thể lợi dụng sơ hở mà chia cắt đội hình, rồi sau đó tràn vào giết từng lính một.